# 윤준호 (야구 선수)
윤준호(2000년 11월 14일 ~ )는 KBO 리그 두산 베어스의 야구 선수다.

## 방송
- 최강야구 (2022)

## 출신 학교
- 안락초등학교
- 센텀중학교
- 경남고등학교
- 동의대학교

## 등번호
- 96 (2023)
- 67 (2024)
- 13 (2024-)